# Резба
Вижте пояснителната страница за други значения на Резба.
Резбовите съединения са предназначени за създаването на лесни за сглобяване и/или разглобяване връзки между два или повече детайла. Имат изключително широко приложение в машиностроенето. Тези съединения се осъществяват чрез съединителните елементи гайка, болт, винт, шайба, шпилка и скрепително устройство.
Главен елемент на съединението е резбата като тя може да бъде нанесена на цилиндрична или конусна повърхнина. Резбата се образува като по даден цилиндър или конус се начертава лява или дясна винтова линия и се движи по нея равнинна фигура като триъгълник и се извършва нарязване по дължината на обработвания елемент като така се образуват навивките на резбата. Названието произлиза от технологичния метод на образуване – нарязването. Формата, размерите и ъглите на резбата са стандартизирани и трябва да обезпечат бърза и лесно осъществима връзка, надеждно и защитено от саморазвиване съединение.
Ph=np, където:
-Ph – хода на резбата (постъпателното преместване на гайката за един оборот на винта/болта)
-n— броя на ходовете на резбата
-P – стъпка (разстоянието между едноименните страни на два съседни профила, мерено по оста на резбата)

## Класификация
Класификацията на резбите се прави по-различни признаци:
- цилиндрична и конусна
- външна и вътрешна
- с дясно и ляво направление на винтовата линия
- според броя на ходовете – едноходова, двуходова, многоходова (до 8)
- според профила – триъгълна, опорна, трапецовидна, квадратна, кръгла, правоъгълна
- според големината на стъпката – едра, нормална, ситна
- според предназначението – скрепителна, скрепително-уплътнителна и двигателна (разглежда се като предавателен механизъм <<винт-гайка>>)

Резбите с дясна винтова линия преобладават и това не се означава на чертежа. Ако е необходимо ляво направление на резбата това се означава с буквите LH (например M 20LH).
При метричните резби всички размери се измерват и записват в милиметри.
Резбите със ситна стъпка се използват при динамично натоварени детайли, кухи тънкостенни детайли и в уредостроенето за фино регулиране на осовото положение на детайла.

## Предимства
- проста и технологична форма
- многократно използване
- голяма стандартизация
- евтини
- лесни за сглобяване и разглобяване
- голяма носеща способност и надеждност

## Недостатъци
- висока концентрация на напрежения, което намалява якостта на детайлите при динамично натоварване.
- необходимост от осигуряване на средства срещу саморазвинтване и вибрации.